# Acanthiza robustirostris
Acanthiza robustirostris là một loài chim trong họ Acanthizidae.